# Dagmar Metzger

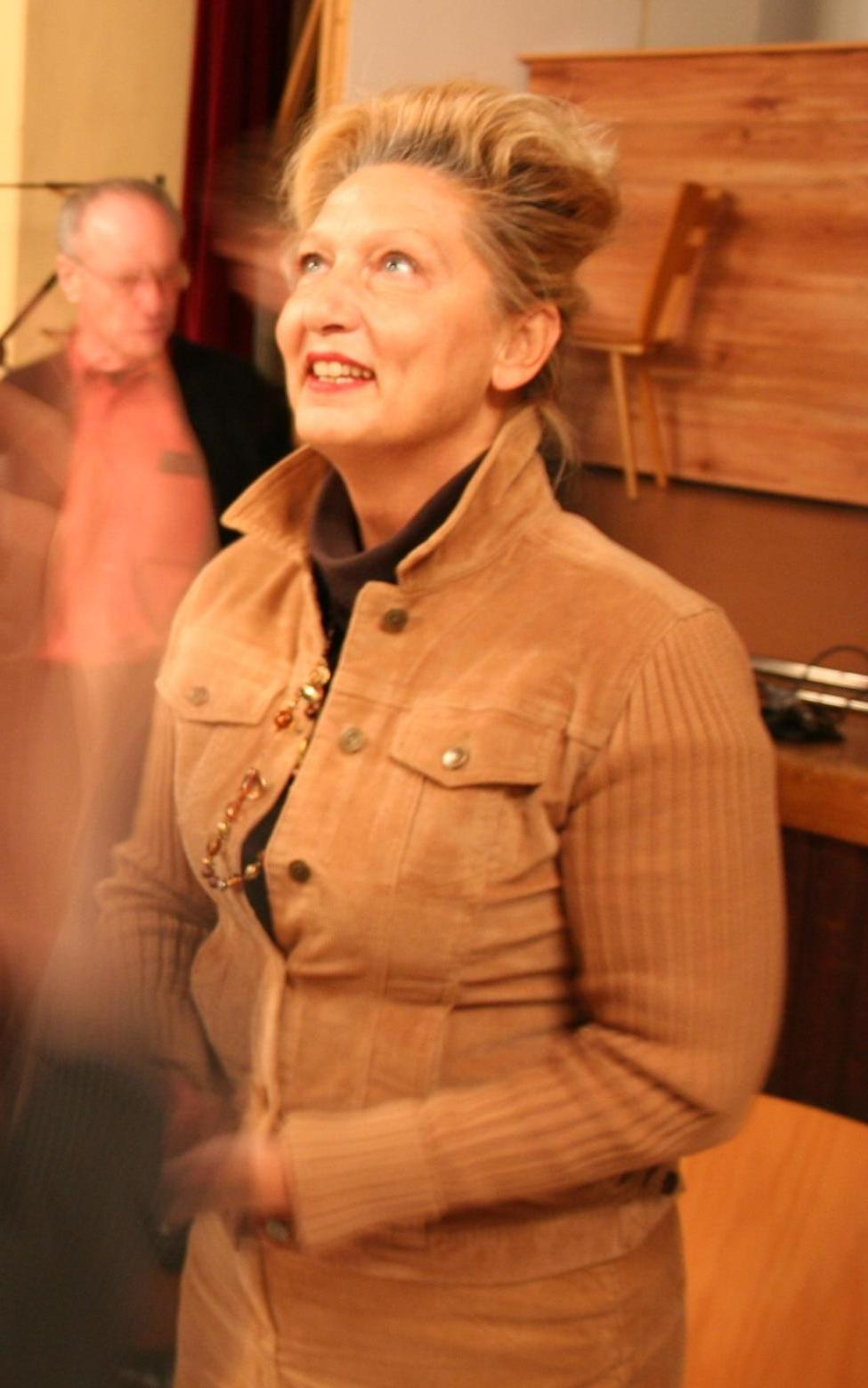
Dagmar Metzger (Dezember 2007)

Dagmar Metzger (* 10. Dezember 1958 in West-Berlin) ist eine deutsche Politikerin (SPD) und ehemaliges Mitglied des Hessischen Landtags.

## Beruflicher Werdegang
Dagmar Metzger wuchs in West-Berlin auf und studierte nach Abitur und einer Banklehre Rechtswissenschaften. Seit 1992 lebt sie in Darmstadt und ist Justiziarin der Stadt- und Kreis-Sparkasse Darmstadt.

## Politische Laufbahn

### Kommunalpolitik
Dagmar Metzger ist seit 1990 Mitglied der Sozialdemokratischen Partei Deutschlands und dort seit 2003 Vorstandsmitglied in Eberstadt. Seit 1997 ist sie Stadtverordnete in Darmstadt. Von 2001 bis 2006 leitete sie den Darmstädter Stadt-Ausschuss für Kultur und Wissenschaften.
Metzger ist in ihrer Funktion als Stadtverordnete Darmstadts außerdem Mitglied des Aufsichtsrats der HEAG Südhessische Energie AG (HSE).

### Landespolitik

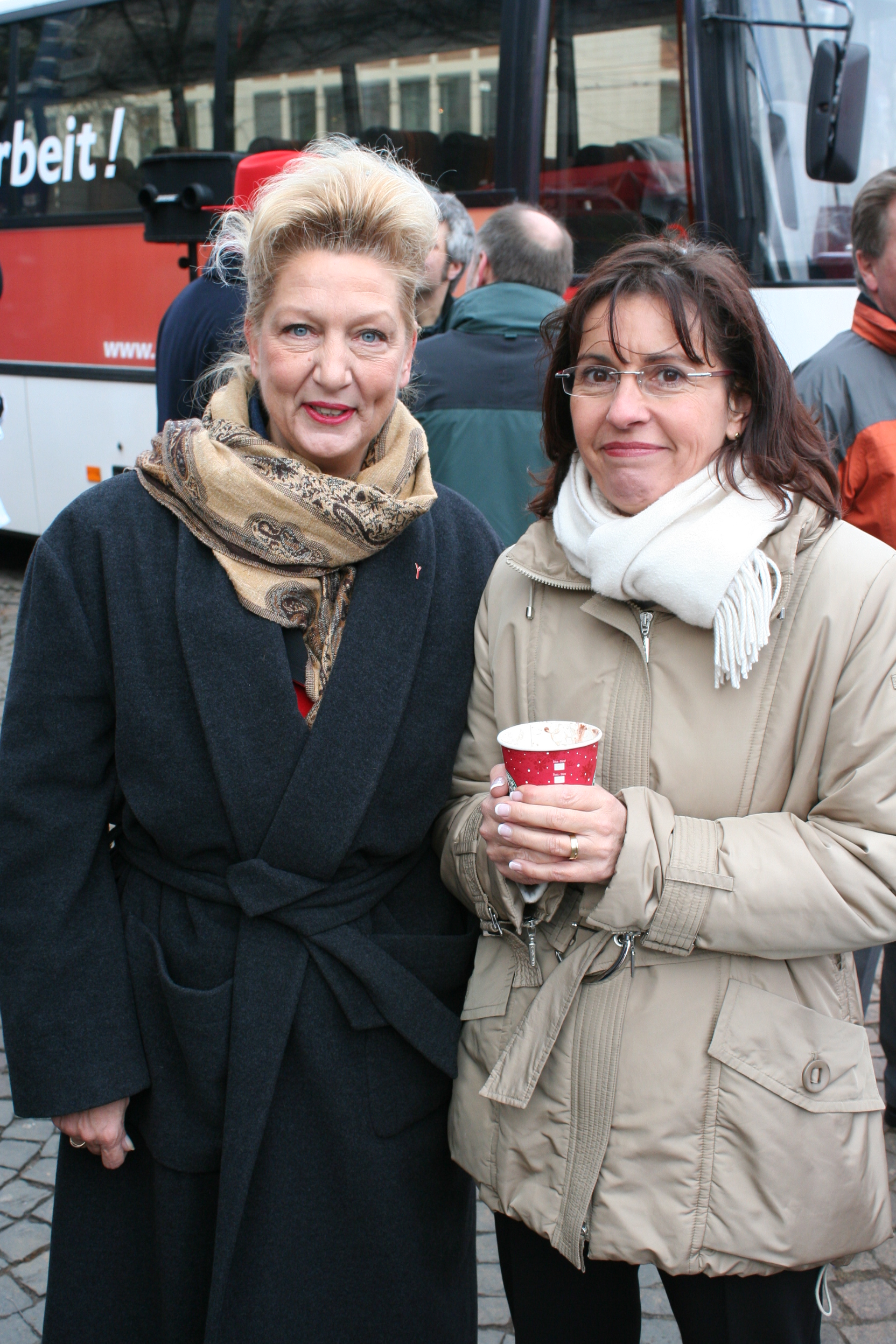
Dagmar Metzger und Andrea Ypsilanti im Landtagswahlkampf (Darmstadt, 2. Januar 2008)

#### Einzug in den Landtag
Nach der Landtagswahl in Hessen 2008 war Dagmar Metzger direkt gewählte Landtagsabgeordnete für den Wahlkreis Darmstadt-Stadt II für die am 5. April 2008 beginnende 17. Wahlperiode und setzte sich dabei gegen die bisherige stellvertretende Ministerpräsidentin Karin Wolff (CDU) durch. Durch Beschluss des Hessischen Landtags vom 19. November 2008 wurde der Landtag aufgelöst und eine neue Landtagswahl für 18. Januar 2009 notwendig. Dagmar Metzger kandidierte aufgrund innerparteilicher Konflikte und damit aussichtsloser Konstellation für eine erneute Aufstellung durch die SPD-Basis nicht mehr.

#### Opposition gegen eine Duldung durch Linkspartei
Überregional bekannt wurde Metzger im März 2008, als sie sich gegen die Wahl der SPD-Landesvorsitzenden Andrea Ypsilanti zur hessischen Ministerpräsidentin unter einer rot-grünen Minderheitsregierung mit den Stimmen der Linken aussprach. Metzger erklärte, dass sie sich aus Gewissensgründen bei der Wahl Ypsilantis der Stimme enthalten wolle. Sie fühle sich an das vor der Wahl abgegebene Versprechen gebunden, nicht mit Der Linken zu kooperieren. Ferner führte sie persönliche Gründe an: Sie habe die Folgen von Mauerbau und Stasi in der eigenen Familie erlebt. Durch Metzgers angekündigte Stimmenthaltung wäre die theoretische Mehrheit im Landtag aus SPD, Grünen und der Linken auf nur noch eine Stimme geschrumpft. Ypsilanti erklärte als Folge zunächst ihren Verzicht auf eine Kandidatur als Ministerpräsidentin Hessens und wagte erst im Oktober 2008 einen neuen Anlauf mit einer Probeabstimmung in der SPD-Fraktion für eine Linken-tolerierte rot-grüne Minderheitsregierung. Metzger erklärte zunächst nach massivem Drängen in Partei und Fraktion, sie überlege, ob sie ihr Mandat niederlegen wolle. Unter anderem sagte das Mitglied des SPD-Parteivorstandes Hermann Scheer in einem Interview der Passauer Neuen Presse, dass er es für richtig halte, wenn Metzger ihr Mandat niederlege. Am 11. März 2008 kündigte sie nach einer Fraktionssitzung an, ihr Mandat nicht aufzugeben, und bezeichnete Versuche, sie zum Mandatsverzicht zu bewegen, als „Spießrutenlauf“. Obwohl sie Anträgen zustimmte, die zusammen mit der Linksfraktion im Landtag beschlossen wurden, kündigte sie an, auch weiterhin die Wahl Ypsilantis zur Ministerpräsidentin verhindern zu wollen. Das sei eine Frage ihrer politischen Glaubwürdigkeit.
Einen Versuch des hessischen SPD-Generalsekretärs Norbert Schmitt, sie in den Bundestag „wegzuloben“, lehnte Metzger Ende Mai 2008 mit dem Hinweis ab, sie sei in den Hessischen Landtag eingezogen, um mindestens über die Legislaturperiode hinweg zu bleiben.
Am 3. November 2008 erklärten Carmen Everts, Silke Tesch und Jürgen Walter zusammen mit Metzger, die Wahl von Andrea Ypsilanti zur Ministerpräsidentin mit Stimmen der Linkspartei am 4. November nicht zu unterstützen. Die geplante Koalition von SPD und Grünen, toleriert durch Die Linke, wurde damit unmöglich.
Am 14. November 2008 gab Metzger bekannt, zu der im Januar 2009 anstehenden Landtagswahl nicht zu kandidieren. Sie teilte laut stern.de mit: Es gebe keine Basis für eine Kooperation mit der SPD-Fraktion. Die vom Bundesvorsitzenden Franz Müntefering geforderte Erneuerung der SPD in Hessen sei nicht einmal im Ansatz erkennbar. Anfeindungen und Beleidigungen hätten sie tief getroffen und seien einer demokratischen Partei unwürdig. Ein Ordnungsverfahren durch den SPD-Ortsverein Wiesbaden, das ursprünglich gegen alle vier Abweichler beantragt worden war, wurde am 18. Januar 2009 für Dagmar Metzger eingestellt. Grund dafür sei die glaubwürdige Darstellung von Gewissensgründen bereits im März 2008 gewesen.

### Positionen
Metzger gilt als dem Seeheimer Kreis der SPD nahestehend.

## Familie
Metzger ist seit 1994 mit einem Rechtsanwalt verheiratet, ihr Schwiegervater war der frühere Darmstädter Oberbürgermeister Günther Metzger (SPD). Dessen Vater, Ludwig Metzger (SPD), war der erste Oberbürgermeister Darmstadts nach dem Zweiten Weltkrieg. Ihr Schwager, Jan Metzger, war von 2009 bis 2019 Intendant von Radio Bremen.